# Jan Adriaanszoon Leeghwater

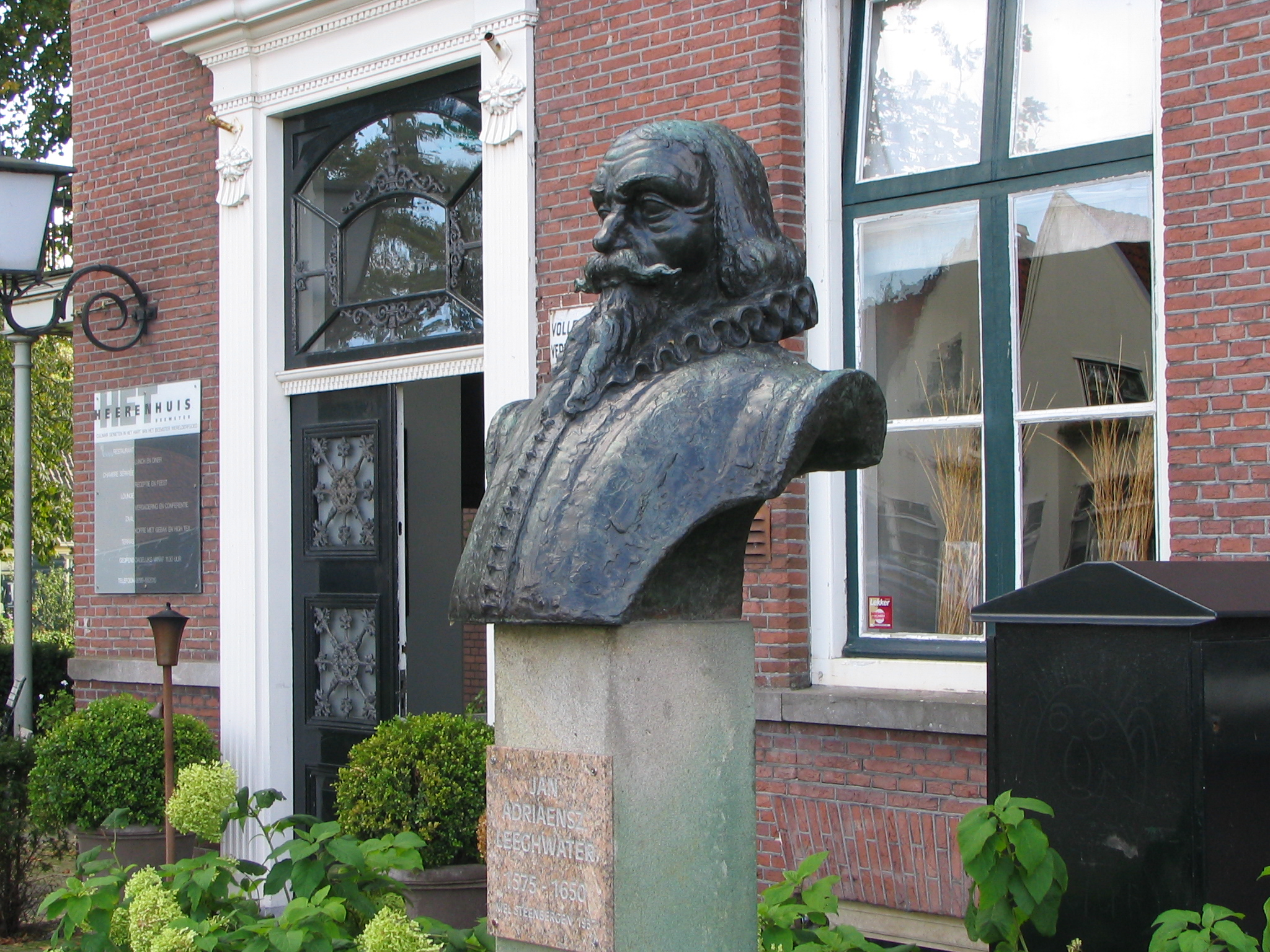
borstbeeld van Jan Adriaenszoon Leeghwater voor het "Heerenhuis" te Middenbeemster

Jan Adriaanszoon Leeghwater (De Rijp, 1575 – Amsterdam, 1650) was een Nederlandse molenmaker en waterbouwkundige. Hij bedacht de houten achtkant en de bovenkruiende oliemolen. Daarmee was het mogelijk de molen altijd recht in de wind te zetten, te kruien. Hij was betrokken bij diverse droogmakerijen. Bovendien heeft hij geholpen bij het plaatsen van nieuwe uurwerken en carillons voor de Amsterdamse Zuidertoren en Westertoren.

## Biografie
Leeghwater werd geboren als zoon van timmerman Adriaan Symonszoon. Hij had twee oudere broers, Symon en Adriaan. Leeghwater trouwde drie keer.
Het huis waarin hij geboren werd zou volgens sommigen hebben gestaan aan de weg van De Rijp naar Wormerveer. Dit houten huis met stenen voorpui was rond 1960 het oudste van De Rijp. Er waren destijds plannen van monumentenzorg om het toen sterk vervallen gebouw te herstellen, maar omdat de eigenaar niet wilde meewerken, is dit huis uiteindelijk verdwenen.
Hij kreeg het oppertoezicht over de poldermolens die bij de droogmaking van de Beemster in 1612 werden gebruikt. Mede onder zijn leiding werden in Noord-Holland tussen 1607 en 1643 diverse meren drooggelegd: Heerhugowaard 1625, Purmer 1622, Schermer 1635, Starnmeer en De Wormer 1626.
Bij het Beleg van 's-Hertogenbosch in 1629 had hij de leiding bij het droogleggen van de moerassen rondom het door de Staatse troepen belegerde 's-Hertogenbosch (De Dommel en De Dieze).
In het buitenland adviseerde hij ook bij het droogleggen van moerassen: bij Bordeaux 1628, bij Metz 1630 en in 1633 was hij in Sleeswijk-Holstein betrokken bij de afsluiting van het Bottschlotter Tief in de buurt van Dagebüll. Daar overleefde hij in oktober 1634 de Burchardivloed. In 1629 vertrok Leeghwater ook naar Engeland, nadat koning Karel I zijn hulp had gevraagd bij het droogmalen van landerijen. Leeghwater werkte daarvoor samen met Cornelis Vermuyden. De plaatselijke bevolking verzette zich echter zeer hevig en bedreigde de dijkwerkers met de dood.
In 1641 publiceerde Leeghwater zijn Haarlemmermeer-boek. Hij was hiermee een van de eersten die pleitten voor drooglegging van het gevaarlijk groeiende Haarlemmermeer, ook wel de Waterwolf genoemd. Pas in 1852 werd dit gerealiseerd. Een van de drie grote gemalen die hierbij werden gebruikt, werd naar hem genoemd. Dit Gemaal De Leeghwater, aan de zuidrand van de Haarlemmermeer, is nog steeds in gebruik.
De laatste jaren van zijn leven was hij timmerman en metselaar in Amsterdam, waar hij meewerkte aan de bouw van het stadhuis op de Dam (het huidige Paleis op de Dam) onder leiding van Jacob van Campen. Hij hielp ook mee aan het restaureren van de door een brand geheel verwoeste Nieuwe Kerk, en maakte in 1645 een duidelijk op de Bavo in Haarlem geïnspireerd, onuitgevoerd gebleven ontwerp voor een nieuwe toren. In deze kerk is hij ook begraven.

## Afkomst
Volgens doopsgezinde afstammelingen was Leeghwater van doopsgezinde huize. Zijn vader en diens moeder zouden mennoniet zijn geweest, zijn oudoom van moederskant abt van de abdij van Egmond.

## Over de naam
Leeghwater is geboren als Jan Adriaenszoon in de Rijp. De naam Leeghwater heeft hij pas later aangenomen in verband met een octrooi dat hem in 1605 werd verleend voor het principe van de duikerklok. De schrijfwijze van de naam Leeghwater is niet geheel duidelijk. Zelf schreef Jan Adriaenszoon zijn naam als Leegwater. Leeg daarin verwijst naar laag. Er wordt in oude documenten ook wel verwezen naar Jan Adriaanszoon als Leeghwater.

## Kritiek
In het artikel van André Lehr over het klokkengieten en uurwerkmaken van Leeghwater komt naar voren dat veel van de beweringen die door Leeghwater op latere leeftijd zijn gedaan, niet kloppen. De biograaf van Leeghwater, J.G. de Roever schrijft dat Leeghwater een ijdeltuit en een opschepper was. Zo had hij op grond van archiefonderzoek veel minder van doen gehad met de droogmakerijen dan hij ons wilde doen geloven. De geschiedschrijving over de droogmakerijen en molenbouw was in de 19e eeuw nogal geromantiseerd voorgesteld waar men kennelijk in die tijd behoefte aan had.
Bovendien is het zo goed als zeker dat hij nooit klokken heeft gegoten, maar deze liet gieten bij andere klokkengieters. Voor de Zuidertoren in Amsterdam heeft hij waarschijnlijk de oudere klokken van Jacob Waghevens & Adriaan Steylaert, die eerder op de Oudekerkstoren dienst hadden gedaan opnieuw gebruikt en voor de Westertoren werden mogelijk klokken gegoten bij Assuerus Koster de toenmalige stadsklokkengieter van Amsterdam. Van deze Koster zijn nog steeds de uurslagklokken uit 1636 in de Amsterdamse Westertoren aanwezig. De uurwerken die hij volgens de archieven voor deze torens leverde zullen niet van goede kwaliteit zijn geweest, want nog geen dertig jaar later werden ze vervangen door Jurriaan Spraeckel die met de Gebroeders Hemony samenwerkte op veel plaatsen. Er is tot op heden geen enkel oud uurwerk of klok van Leeghwater teruggevonden.